# 'Ndrina Ferrazzo
(Sentenza della Corte d'Assise di Catanzaro depositata il 24 marzo 2004)
La 'ndrina Ferrazzo è una cosca malavitosa o 'ndrina della 'ndrangheta calabrese influente nel territorio di Petilia Policastro e Mesoraca nella provincia di Crotone. Ha collegamenti e interessi anche in Sardegna, a Varese e Milano, dal 2016 si scopre la sua presenza nel sud dell'Abruzzo e in Molise, all'estero è attiva in Svizzera e Spagna. Le attività illecite sono principalmente il traffico di armi e di droga e il riciclaggio di denaro nel settore turistico e immobiliare. Ha alleanze con le cosche dell'area catanzarese: i comuni di Marcedusa, Belcastro, Andali e Sersale.

## Storia

### Anni 2000
- 29 aprile 2004 - operazione Restauro.
- Mario Donato Ferrazzo è stato arrestato in località Cocuzzito, vicino a Marcedusa dai Carabinieri. Era latitante dal 2004, è accusato di associazione mafiosa, omicidio, traffico di armi e di droga[3].
- Il 3 febbraio 2008 viene scoperto un riciclaggio di 100 milioni di franchi svizzeri. Il riciclaggio avveniva tramite le società World Financial Services Ag e Pp Finanz Service Gmbh[2][4].

### Anni 2010
- Il 27 maggio 2011 la DDA dell'Aquila scopre a San Salvo una raffineria di droga messa in piedi da tre presunti esponenti dei Ferrazzo[5].
- Il 13 settembre 2012 vengono arrestate 8 persone dai carabinieri di Varese per traffico di armi tra Svizzera e Italia, tra cui Eugenio Ferrazzo figlio del presunto capobastone di Mesoraca Felice Ferrazzo. Le armi sembrerebbero destinate per continuare la faida che imperversa dal 1996 da quando Mario Donato Ferrazzo ha deciso di scindersi dal gruppo[6].
- Il 2 settembre 2016 si conclude l'operazione Isola Felice che porta all'arresto di presunti esponenti dei Ferrazzo, operanti in Abruzzo e Molise; in particolare a San Salvo, Campomarino e Termoli[7].

## Organizzazione
- Ernesto Russo (1948 - Mesoraca, 22 settembre 1990), ritenuto all'epoca il boss di Mesoraca. Russo venne ucciso mentre era a bordo di un'Alfa Romeo Giulietta rossa rubata nell'agosto 1990 a Mirto Crosia. L'auto aveva cercato una via di fuga, ma era finita contro un albero al bivio di Campizzi, dove Russo raggiunto dai killer venne ucciso con numerosi colpi di fucile calibro 12 e di pistola calibro 9. Dopo la scomparsa di Russo Felice Ferrazzo divenne capo dell'omonima cosca e il suo dominio è durato fino al settembre 1993, quando durante un summit tra gli affiliati, vi fu un conflitto a fuoco tra esponenti del clan e due poliziotti. Nel 1996 avveniva una scissione nel clan Ferrazzo e la costituzione di due gruppi, facenti capo, uno a Mario Donato Ferrazzo e l'altro a Felice Ferrazzo. Tra le due cosche si è scatenata una guerra con vittime, probabilmente Bruno Saporito ucciso nel gennaio del 2000, la scomparsa di tre giovani Aurelio Lombardo Somma, Francesco Zinna e Domenico Ruberto e, per ultimo, Giuseppe Manfreda, ucciso sulla Statale 109 tra Mesoraca e Campizzi mentre era a bordo del suo fuoristrada. Gli investigatori ritengono che Mario Donato Ferrazzo avesse fatto un salto di qualità, rispetto a Felice Ferrazzo, in quanto sarebbero stati realizzati accordi con clan del Crotonese e della Lombardia, in particolare della provincia di Varese e della zona di Ponte Tresa, punto strategico per la vicinanza alla Svizzera. Nell'estate 2000, Felice Ferrazzo, messo ormai da parte dai vecchi compagni, fu vittima di un tentato omicidio. Lo salvò la sua auto, una Alfa blindata, che lo riparò dai colpi dei sicari che lo avevano atteso lungo la strada che lo riportava a casa insieme al figlio Eugenio, in località Campizzi. Arrestato nell'ottobre 2000 per reati in materia di armi, decise di collaborare con la giustizia e per il ruolo di primo piano che ha avuto per diversi anni è ritenuto una fonte privilegiata, avendo diretto un sodalizio criminoso che tra gli anni Ottanta e Novanta in contrapposizione con la cosca che operava nella Valle del Neto.
- Mario Donato Ferrazzo, detto Topolino (1963), capobastone.